# Leptoconops tarimensis
Leptoconops tarimensis är en tvåvingeart som beskrevs av Yu 1985. Leptoconops tarimensis ingår i släktet Leptoconops och familjen svidknott. Inga underarter finns listade i Catalogue of Life.